# 陳蓮亭
陳蓮亭（1924年—1952年3月3日），中國共產黨員，福建省閩海道閩侯縣人，福州學院附屬中學畢業，曾任教於福州郊區國小，1945年後入福州警察局會計室任辦事員，受「中共福建省委會台灣解放工作委員會」林滔指派，與王臣濱一同來台蒐集情報，1950年3月在白犬島遭逮捕，陳蓮亭與王臣濱一同被判處死刑，1952年3月3日槍決於川端橋刑場。

## 生平
陳蓮亭，福建省閩海道閩侯縣人，祖父陳寶田是末代帝師陳寶琛的堂弟，家境富裕，在福州開設錢莊，父親陳建新精通財務，服務於迎仙橋郵局。據陳蓮亭妹妹陳蓮舫所述，陳蓮亭生於1924年，福州學院附屬中學畢業後到郊區一所小學任教，並將妹妹蓮舫帶在身邊，1941年日軍集結海陸空軍及航空母艦，轟炸福州等地，準備大舉進攻，陳建新奉調古田縣郵局，全家遷往古田避難，當時17歲的陳蓮亭則留在福州從事抗日工作。

1945年抗戰勝利後陳蓮亭卸下教職進入福州警察局會計室工作，1949年福建省主席朱紹良大部遭殲滅於福清地區，8月17日福州解放，陳蓮亭進入福州市公安局工作，曾被派往台江區蒼霧調查當地妓女工作情形。

1949年10月古寧頭戰役失利，「中共福建省委會台灣解放工作委員會」成立，福州陸續派出了諜報人員赴台，由於螺洲陳氏家族陳寶琛的二妹陳芷芳就是嫁給板橋林家林爾康，螺洲陳氏與板橋林家、鹿港辜家甚至是螺洲吳氏家族的吳石都有親戚關係，並且在台灣有一位陳蓮亭的熱烈追求者田旭初，透過這幾層關係，陳蓮亭受中共福建省委會台灣解放工作委員會處長林滔指派，與王臣濱一同來台蒐集情報，主要任務為入台後打入台灣軍界夫人、小姐交際圈，建立關係與情報網，協助策反，前往前線偵查情報。1950年2月陳蓮亭以赴台結婚名義入台，由當時在台灣省合作金庫連庫課任職的田旭初用肥皂假造印章，偽造卅八年二月廿五日在福州市訂婚之訂婚證書向台灣省警務處申請讓陳蓮亭入境。

陳蓮亭與王臣濱前往東沙島〈今馬祖莒光鄉〉等待入台時，田旭初寄給陳蓮亭假結婚的信件以取得入台身分，該信件被偵蒐後，陳蓮亭與王臣濱遭到駐守東沙島上的海上保安第一縱隊逮捕，並移送保安司令部。1951年12月18日陳蓮亭與王臣濱遭判處死刑，田旭初則被判處兩年徒刑，1952年3月3日陳蓮亭與王臣濱被槍決於川端橋刑場。同日遭槍決另有省工委南庄支部案黃昌祥、黃新玉、蕭春進三人。

### 紀念
2013年10月，北京西山國家森林公園的無名英雄廣場上立有無名英雄紀念碑，為紀念來台灣在1950年代被處決「隱避戰線烈士」而設立。陳蓮亭烈士銘刻於紀念碑上。

### 身後
陳蓮亭遭槍決後草草葬於六張犁，在福州的家人失去他的音訊數十年，改革開放後陳新建屢屢托香港親戚找尋女兒在台的下落，然而卻始終沒有消息，陳新建臨終前交代兒女，一定要找到他們的姊姊陳蓮亭，由於陳蓮亭是組織指派赴台失蹤，陳蓮舫在50年代得以順利加入共產黨。
2015年12月10日，福州晚報報導《林滔：偽裝者背後的調度人》一文中，附圖刊出在六張犁的陳蓮亭之墓，被陳蓮亭福州的親人看到後爭相走告，已於福州醫院退休82歲的妹妹陳蓮舫哭著打電話給福州晚報記者，表示報上照片的陳蓮亭就是她姐姐，次日福建省政協主席游德馨也表示陳蓮亭就是他太太的七姨，陳蓮舫希望有生之年能將姊姊的遺骨歸葬福建。